# Turia
Turia, na horním toku Guadalaviar (španělsky El Turia, resp. Guadalaviar), je řeka na východě Španělska (Aragonie, Valencia). Je 243 km dlouhá. Povodí má rozlohu 6850 km².

## Průběh toku
Pramení ve výběžcích pohoří Serranía de Cuenca v nadmořské výšce přibližně 1680 m. Na horním toku má charakter typické krasové řeky. Protéká hlubokými soutěskami. Níže protéká Valencijskou nížinou a nakonec ústí do Středozemního moře. Ve Valencii je tok silně regulován. Při silných záplavách roku 1957, kdy řeka zaplavila velkou část města, přišlo o život asi sto lidí. V důsledku toho v 60. letech vznikl projekt, v jehož rámci se začala většina vody Turie zachycovat v přehradních nádržích výše proti proudu a zbytek byl odkloněn do kanálu vedoucího při jižním okraji města. Místo řečiště měla původně vzniknout dálnice spojující přístav s letištěm a dálnicí na Madrid, ale po silných protestech občanů se od tohoto plánu ustoupilo a v korytě řeky vznikla nepřetržitá, 9 km dlouhá soustava zelených ploch, parků, nejrůznějších hřišť, běžeckých tras apod., nazývaná Zahrada Turie či Turijská zahrada. Ve Valencii tak zůstalo několik mostů, které se klenou přes prázdné koryto.

## Vodní stav
Nejvyšší vodnosti dosahuje v zimě. Průměrný průtok vody činí přibližně 20 m³/s.

## Využití
Využívá se k zavlažování. Na řece byly vybudovány přehradní nádrže. Leží na ní město Teruel a v ústí řeky námořní přístav Valencie.